# Льотниче
Льо́тниче — село в Україні, у Зимнівській сільській територіальній громаді Володимирського району Волинської області.
Населення становить 1168 осіб. Кількість дворів (квартир) — 363. З них 27 нових (після 1991 р.).
В селі функціонує Пантелеймонівська церква Московського патріархату. Кількість прихожан — 167 осіб. Працює середня школа на 500 місць, клуб, бібліотека, дитячий садок, фельдшерсько-акушерський пункт, відділення зв'язку, АТС на 173 номери, 3 торговельних заклади.
В селі доступні такі телеканали: УТ-1, УТ-2, 1+1, Інтер, Обласне телебачення. Радіомовлення здійснюють Радіо «Промінь», Радіо «Світязь», Радіо «Луцьк», проводове радіо.
Село газифіковане. Дорога з твердим покриттям потребує ремонту. Наявне постійне транспортне сполучення з районним та обласним центрами.

## Історія
Село Льотниче засноване у 1909 році.
В той час це були 5 селянських хат, приписаних до Володимира. За часів Польщі поблизу села був побудований аеродром. Звідси й пішла назва села.
У серпні 2015 року село увійшло до складу новоствореної Зимнівської сільської громади.
12 червня 2020 року, відповідно до розпорядження Кабінету Міністрів України № 708-р «Про визначення адміністративних центрів та затвердження територій територіальних громад Волинської області», увійшло до складу Зимнівської сільської територіальної громади.
19 липня 2020 року, в результаті адміністративно-територіальної реформи та ліквідації  Володимир-Волинського району(1940—2020), село увійшло до новоутвореного Володимир-Волинського району (від 18 липня 2022 Володимирського).

## Населення
Згідно з переписом УРСР 1989 року чисельність наявного населення села становила 1081 особа, з яких 543 чоловіки та 538 жінок.
За переписом населення України 2001 року в селі мешкало 1169 осіб.

### Мова
Розподіл населення за рідною мовою за даними перепису 2001 року:
| Мова       | Відсоток |
| ---------- | -------- |
| українська | 97,86 %  |
| російська  | 1,88 %   |
| білоруська | 0,17 %   |
| циганська  | 0,09 %   |

## Відомі люди
- Олійник Віктор Степанович (нар. 1972) — член ВО "Батьківщина", народний депутат України 6-го скликання.
- Струк Ілля Миколайович (1995—2020) — старший матрос Збройних сил України, учасник російсько-української війни.